# The Portrait of Lady Anne
The Portrait of Lady Anne è un cortometraggio muto del 1912 diretto da Lloyd Lonergan e interpretato da Florence La Badie.

## Trama
Nel 1770 – l'anno in cui il ritratto a figura intera di Lady Anne fu appeso al muro -, l'immotivata gelosia della nobildonna aveva causato la rottura del suo fidanzamento con Paul, e, in ultima istanza, il suicidio di lui e i persistenti tormenti del rimorso per lei.
Nella contemporaneità (del 1912) l'augusto ritratto svetta ancora nella magione ora abitata da una discendente di Lady Anne - somigliantissima alla progenitrice – che, durante una festa in costume indossa proprio gli abiti, conservati dai tempi, nei quali la sua antenata aveva posato. E ancora una volta l'insensata gelosia della bisnipote minaccia di metter fine al rapporto col suo amato.
A questo punto il ritratto prende vita, e Lady Anne stessa interviene, dalla profondità dei secoli, a porre rimedio alla situazione.

## Produzione
Il film fu prodotto dalla Thanhouser Film Corporation.

## Distribuzione
Distribuito dalla Film Supply Company, il film uscì nelle sale cinematografiche USA il 23 luglio 1912.
Il film è stato pubblicato in DVD nel 2009 dalla Thanhouser Company Film Preservation in un cofanetto comprendente i film prodotti dalla compagnia dal 1910 al 1916.